# Campeonato Europeo de Curling
El Campeonato Europeo de Curling es la competición de curling más importante a nivel europeo. Es organizado anualmente desde 1975 por la Federación Mundial de Curling (WCF).

## Torneo masculino

### Ediciones
| Núm.    | Año  | Sede                                 | Oro       | Plata     | Bronce           |
| ------- | ---- | ------------------------------------ | --------- | --------- | ---------------- |
| I       | 1975 | Megève ( Francia)                    | Noruega   | Suecia    | Escocia          |
| II      | 1976 | Berlín Occidental ( RFA)             | Suiza     | Noruega   | Escocia · Suecia |
| III     | 1977 | Oslo · ( Noruega)                    | Suecia    | Escocia   | RFA              |
| IV      | 1978 | Aviemore ( Reino Unido)              | Suiza     | Suecia    | Dinamarca        |
| V       | 1979 | Varese · ( Italia)                   | Escocia   | Suecia    | Italia · Noruega |
| VI      | 1980 | Copenhague ( Dinamarca)              | Escocia   | Noruega   | Suecia           |
| VII     | 1981 | Grindelwald · ( Suiza)               | Suiza     | Suecia    | Dinamarca        |
| VIII    | 1982 | Kirkcaldy ( Reino Unido)             | Escocia   | RFA       | Suiza            |
| IX      | 1983 | Västerås · ( Suecia)                 | Suiza     | Noruega   | Escocia          |
| X       | 1984 | Morzine ( Francia)                   | Suiza     | Escocia   | Noruega          |
| XI      | 1985 | Grindelwald · ( Suiza)               | RFA       | Suecia    | Noruega          |
| XII     | 1986 | Copenhague ( Dinamarca)              | Suiza     | Suecia    | Noruega          |
| XIII    | 1987 | Oberstdorf ( RFA)                    | Suecia    | Noruega   | Suiza            |
| XIV     | 1988 | Perth ( Reino Unido)                 | Escocia   | Noruega   | Suiza            |
| XV      | 1989 | Engelberg · ( Suiza)                 | Escocia   | Noruega   | RFA              |
| XVI     | 1990 | Lillehammer · ( Noruega)             | Suecia    | Escocia   | Noruega          |
| XVII    | 1991 | Chamonix ( Francia)                  | Alemania  | Escocia   | Suiza            |
| XVIII   | 1992 | Perth ( Reino Unido)                 | Alemania  | Suecia    | Escocia · Suiza  |
| XIX     | 1993 | Leukerbad · ( Suiza)                 | Noruega   | Dinamarca | Suiza            |
| XX      | 1994 | Sundsvall · ( Suecia)                | Escocia   | Suiza     | Suecia           |
| XXI     | 1995 | Grindelwald · ( Suiza)               | Escocia   | Suiza     | Noruega          |
| XXII    | 1996 | Copenhague ( Dinamarca)              | Escocia   | Suecia    | Suiza            |
| XXIII   | 1997 | Füssen · ( Alemania)                 | Alemania  | Dinamarca | Escocia          |
| XXIV    | 1998 | Flims · ( Suiza)                     | Suecia    | Escocia   | Noruega          |
| XXV     | 1999 | Chamonix ( Francia)                  | Escocia   | Dinamarca | Finlandia        |
| XXVI    | 2000 | Oberstdorf · ( Alemania)             | Finlandia | Dinamarca | Suecia           |
| XXVII   | 2001 | Vierumäki · ( Finlandia)             | Suecia    | Suiza     | Finlandia        |
| XVIII   | 2002 | Grindelwald · ( Suiza)               | Alemania  | Suecia    | Noruega          |
| XXIX    | 2003 | Courmayeur · ( Italia)               | Escocia   | Suecia    | Dinamarca        |
| XXX     | 2004 | Sofía ( Bulgaria)                    | Alemania  | Suecia    | Noruega          |
| XXXI    | 2005 | Garmisch-Partenkirchen · ( Alemania) | Noruega   | Suecia    | Escocia          |
| XXXII   | 2006 | Basilea · ( Suiza)                   | Suiza     | Escocia   | Suecia           |
| XXXIII  | 2007 | Füssen · ( Alemania)                 | Escocia   | Noruega   | Dinamarca        |
| XXXIV   | 2008 | Örnsköldsvik · ( Suecia)             | Escocia   | Noruega   | Alemania         |
| XXXV    | 2009 | Aberdeen ( Reino Unido)              | Suecia    | Suiza     | Noruega          |
| XXXVI   | 2010 | Champéry · ( Suiza)                  | Noruega   | Dinamarca | Suiza            |
| XXXVII  | 2011 | Moscú · ( Rusia)                     | Noruega   | Suecia    | Dinamarca        |
| XXXVIII | 2012 | Karlstad · ( Suecia)                 | Suecia    | Noruega   | República Checa  |
| XXXIX   | 2013 | Stavanger · ( Noruega)               | Suiza     | Noruega   | Escocia          |
| XL      | 2014 | Champéry · ( Suiza)                  | Suecia    | Noruega   | Suiza            |
| XLI     | 2015 | Esbjerg ( Dinamarca)                 | Suecia    | Suiza     | Noruega          |
| XLII    | 2016 | Renfrew ( Reino Unido)               | Suecia    | Noruega   | Suiza            |
| XLIII   | 2017 | San Galo · ( Suiza)                  | Suecia    | Escocia   | Suiza            |
| XLIV    | 2018 | Tallin ( Estonia)                    | Escocia   | Suecia    | Italia           |
| XLV     | 2019 | Helsingborg · ( Suecia)              | Suecia    | Suiza     | Escocia          |
| XLVI    | 2020 | Lillehammer · ( Noruega)             | Cancelado | Cancelado | Cancelado        |
| XLVII   | 2021 | Lillehammer · ( Noruega)             | Escocia   | Suecia    | Italia           |
| XLVIII  | 2022 | Östersund · ( Suecia)                | Escocia   | Suiza     | Italia           |
| XLIX    | 2023 | Aberdeen ( Reino Unido)              | Escocia   | Suecia    | Suiza            |
| L       | 2024 | Lohja · ( Finlandia)                 | Alemania  | Escocia   | Noruega          |
| LI      | 2025 | Lohja · ( Finlandia)                 |           |           |                  |

### Medallero histórico
- Actualizado a Lohja 2024.

| Núm. | País            | Oro | Plata | Bronce | Total |
| ---- | --------------- | --- | ----- | ------ | ----- |
| 1    | Escocia         | 16  | 8     | 8      | 32    |
| 2    | Suecia          | 12  | 16    | 5      | 33    |
| 3    | Suiza           | 8   | 7     | 12     | 27    |
| 4    | Alemania        | 7   | 1     | 3      | 11    |
| 5    | Noruega         | 5   | 12    | 12     | 29    |
| 6    | Finlandia       | 1   | 0     | 2      | 3     |
| 7    | Dinamarca       | 0   | 5     | 5      | 10    |
| 8    | Italia          | 0   | 0     | 4      | 4     |
| 9    | República Checa | 0   | 0     | 1      | 1     |
|      | TOTAL           | 49  | 49    | 52     | 150   |

## Torneo femenino

### Ediciones
| Núm.    | Año  | Sede                                 | Oro       | Plata     | Bronce             |
| ------- | ---- | ------------------------------------ | --------- | --------- | ------------------ |
| I       | 1975 | Megève ( Francia)                    | Escocia   | Suecia    | Suiza              |
| II      | 1976 | Berlín Occidental ( RFA)             | Suecia    | Francia   | Escocia Inglaterra |
| III     | 1977 | Oslo · ( Noruega)                    | Suecia    | Suiza     | Escocia            |
| IV      | 1978 | Aviemore ( Reino Unido)              | Suecia    | Suiza     | Escocia            |
| V       | 1979 | Varese · ( Italia)                   | Suiza     | Suecia    | Escocia            |
| VI      | 1980 | Copenhague ( Dinamarca)              | Suecia    | Noruega   | RFA Escocia        |
| VII     | 1981 | Grindelwald · ( Suiza)               | Suiza     | Suecia    | Dinamarca          |
| VIII    | 1982 | Kirkcaldy ( Reino Unido)             | Suecia    | Italia    | Suiza              |
| IX      | 1983 | Västerås · ( Suecia)                 | Suecia    | Noruega   | Suiza              |
| X       | 1984 | Morzine ( Francia)                   | RFA       | Suecia    | Suiza              |
| XI      | 1985 | Grindelwald · ( Suiza)               | Suiza     | Escocia   | Noruega            |
| XII     | 1986 | Copenhague ( Dinamarca)              | RFA       | Suiza     | Dinamarca          |
| XIII    | 1987 | Oberstdorf ( RFA)                    | RFA       | Suecia    | Noruega            |
| XIV     | 1988 | Perth ( Reino Unido)                 | Suecia    | Escocia   | Suiza              |
| XV      | 1989 | Engelberg · ( Suiza)                 | RFA       | Suiza     | Suecia             |
| XVI     | 1990 | Lillehammer · ( Noruega)             | Noruega   | Escocia   | Suiza              |
| XVII    | 1991 | Chamonix ( Francia)                  | Alemania  | Noruega   | Suecia             |
| XVIII   | 1992 | Perth ( Reino Unido)                 | Suecia    | Escocia   | Alemania · Noruega |
| XIX     | 1993 | Leukerbad · ( Suiza)                 | Suecia    | Suiza     | Noruega            |
| XX      | 1994 | Sundsvall · ( Suecia)                | Dinamarca | Alemania  | Noruega            |
| XXI     | 1995 | Grindelwald · ( Suiza)               | Alemania  | Escocia   | Suecia             |
| XXII    | 1996 | Copenhague ( Dinamarca)              | Suiza     | Suecia    | Alemania           |
| XXIII   | 1997 | Füssen · ( Alemania)                 | Suecia    | Dinamarca | Alemania           |
| XXIV    | 1998 | Flims · ( Suiza)                     | Alemania  | Escocia   | Dinamarca          |
| XXV     | 1999 | Chamonix ( Francia)                  | Noruega   | Suecia    | Suiza              |
| XXVI    | 2000 | Oberstdorf · ( Alemania)             | Suecia    | Noruega   | Suiza              |
| XXVII   | 2001 | Vierumäki · ( Finlandia)             | Suecia    | Dinamarca | Suiza              |
| XVIII   | 2002 | Grindelwald · ( Suiza)               | Suecia    | Dinamarca | Noruega            |
| XXIX    | 2003 | Courmayeur · ( Italia)               | Suecia    | Suiza     | Dinamarca          |
| XXX     | 2004 | Sofía ( Bulgaria)                    | Suecia    | Suiza     | Noruega            |
| XXXI    | 2005 | Garmisch-Partenkirchen · ( Alemania) | Suecia    | Suiza     | Dinamarca          |
| XXXII   | 2006 | Basilea · ( Suiza)                   | Rusia     | Italia    | Suiza              |
| XXXIII  | 2007 | Füssen · ( Alemania)                 | Suecia    | Escocia   | Dinamarca          |
| XXXIV   | 2008 | Örnsköldsvik · ( Suecia)             | Suiza     | Suecia    | Dinamarca          |
| XXXV    | 2009 | Aberdeen ( Reino Unido)              | Alemania  | Suiza     | Dinamarca          |
| XXXVI   | 2010 | Champéry · ( Suiza)                  | Suecia    | Escocia   | Suiza              |
| XXXVII  | 2011 | Moscú · ( Rusia)                     | Escocia   | Suecia    | Rusia              |
| XXXVIII | 2012 | Karlstad · ( Suecia)                 | Rusia     | Escocia   | Suecia             |
| XXXIX   | 2013 | Stavanger · ( Noruega)               | Suecia    | Escocia   | Suiza              |
| XL      | 2014 | Champéry · ( Suiza)                  | Suiza     | Rusia     | Escocia            |
| XLI     | 2015 | Esbjerg ( Dinamarca)                 | Rusia     | Escocia   | Finlandia          |
| XLII    | 2016 | Renfrew ( Reino Unido)               | Rusia     | Suecia    | Escocia            |
| XLIII   | 2017 | San Galo · ( Suiza)                  | Escocia   | Suecia    | Italia             |
| XLIV    | 2018 | Tallin ( Estonia)                    | Suecia    | Suiza     | Alemania           |
| XLV     | 2019 | Helsingborg · ( Suecia)              | Suecia    | Escocia   | Suiza              |
| XLVI    | 2020 | Lillehammer · ( Noruega)             | Cancelado | Cancelado | Cancelado          |
| XLVII   | 2021 | Lillehammer · ( Noruega)             | Escocia   | Suecia    | Alemania           |
| XLVIII  | 2022 | Östersund · ( Suecia)                | Dinamarca | Suiza     | Escocia            |
| XLIX    | 2023 | Aberdeen ( Reino Unido)              | Suiza     | Italia    | Noruega            |
| L       | 2024 | Lohja · ( Finlandia)                 | Suiza     | Suecia    | Escocia            |
| LI      | 2025 | Lohja · ( Finlandia)                 |           |           |                    |

### Medallero histórico
- Actualizado a Lohja 2024.

| Núm. | País       | Oro | Plata | Bronce | Total |
| ---- | ---------- | --- | ----- | ------ | ----- |
| 1    | Suecia     | 21  | 13    | 4      | 38    |
| 2    | Suiza      | 8   | 11    | 13     | 32    |
| 3    | Alemania   | 8   | 1     | 6      | 15    |
| 4    | Escocia    | 4   | 12    | 9      | 25    |
| 5    | Rusia      | 4   | 1     | 1      | 6     |
| 6    | Noruega    | 2   | 4     | 8      | 14    |
| 7    | Dinamarca  | 2   | 3     | 8      | 13    |
| 8    | Italia     | 0   | 3     | 1      | 4     |
| 9    | Francia    | 0   | 1     | 0      | 1     |
| 10   | Finlandia  | 0   | 0     | 1      | 1     |
| 10   | Inglaterra | 0   | 0     | 1      | 1     |
|      | TOTAL      | 49  | 49    | 52     | 150   |